# 以色列侨民事务部
以色列侨民事务部（希伯來語：משרד התפוצות）是以色列的一个政府部门，主要負責全球犹太人和以色列之间的联系。成立於1999年，他曾經於2013年至2015年期间与以色列耶路撒冷事务和遗产部合併。

## 外部鏈接
- 官方网站